# بسفایج
بسفایج (به لاتین: Polypodium vulgare) نام یک گونه از تیره بسپایکیان است.

## نگارخانه

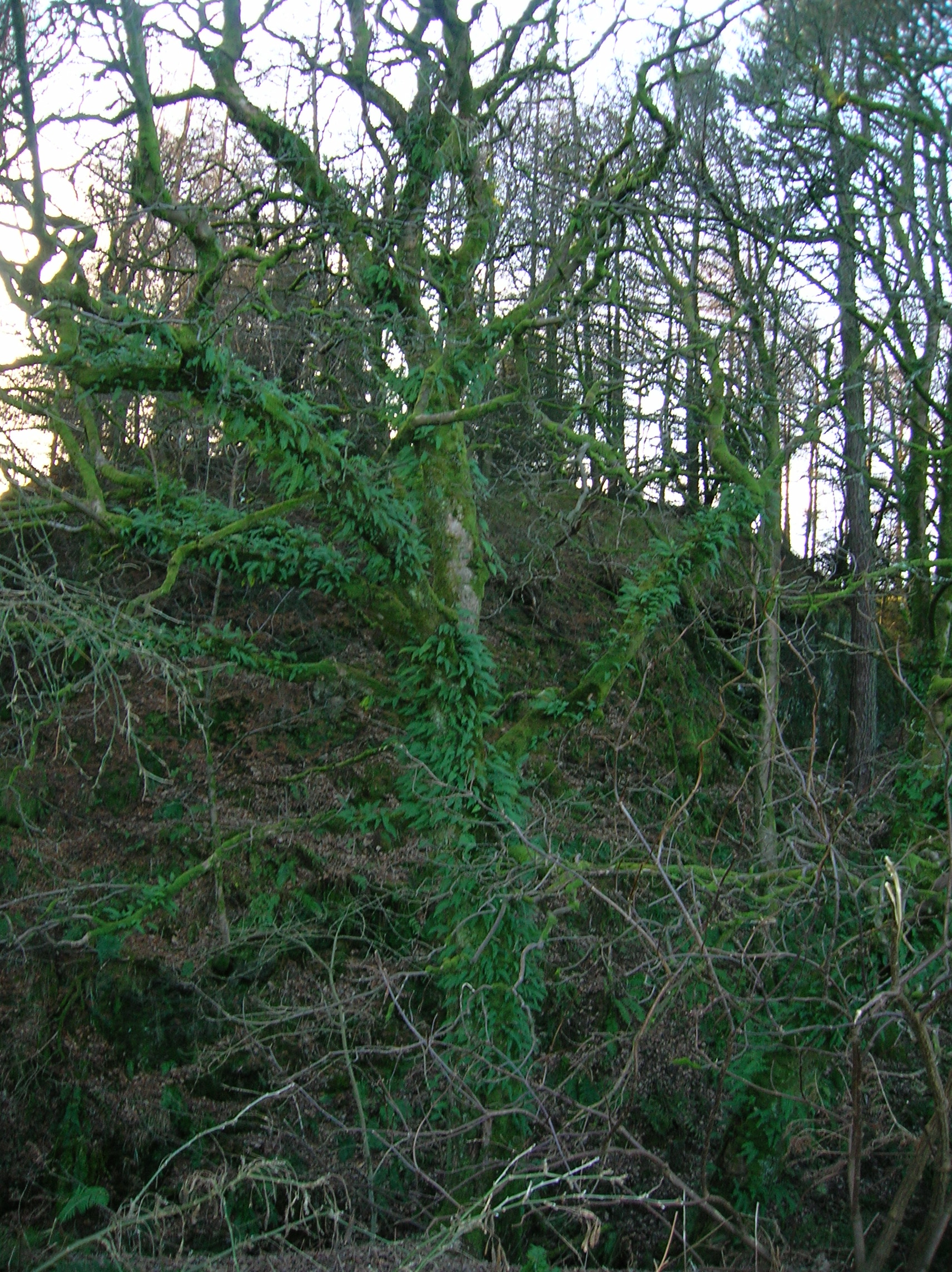
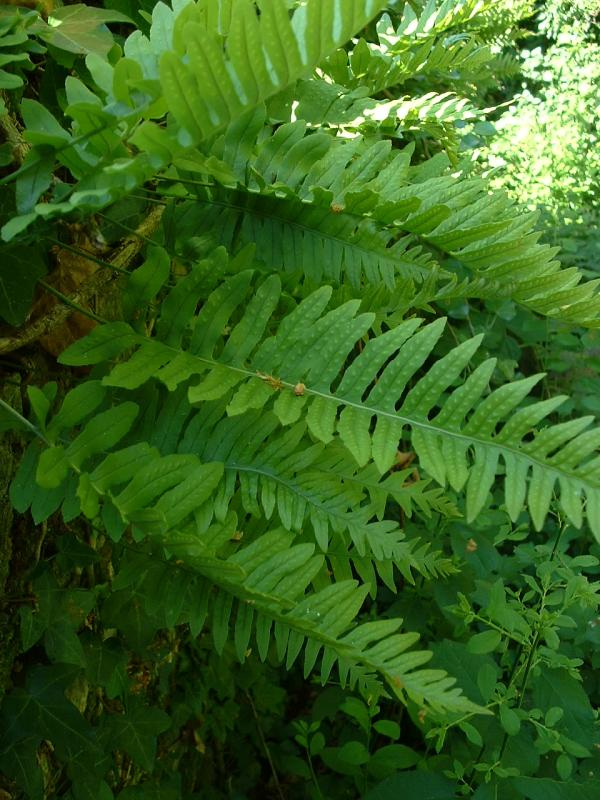
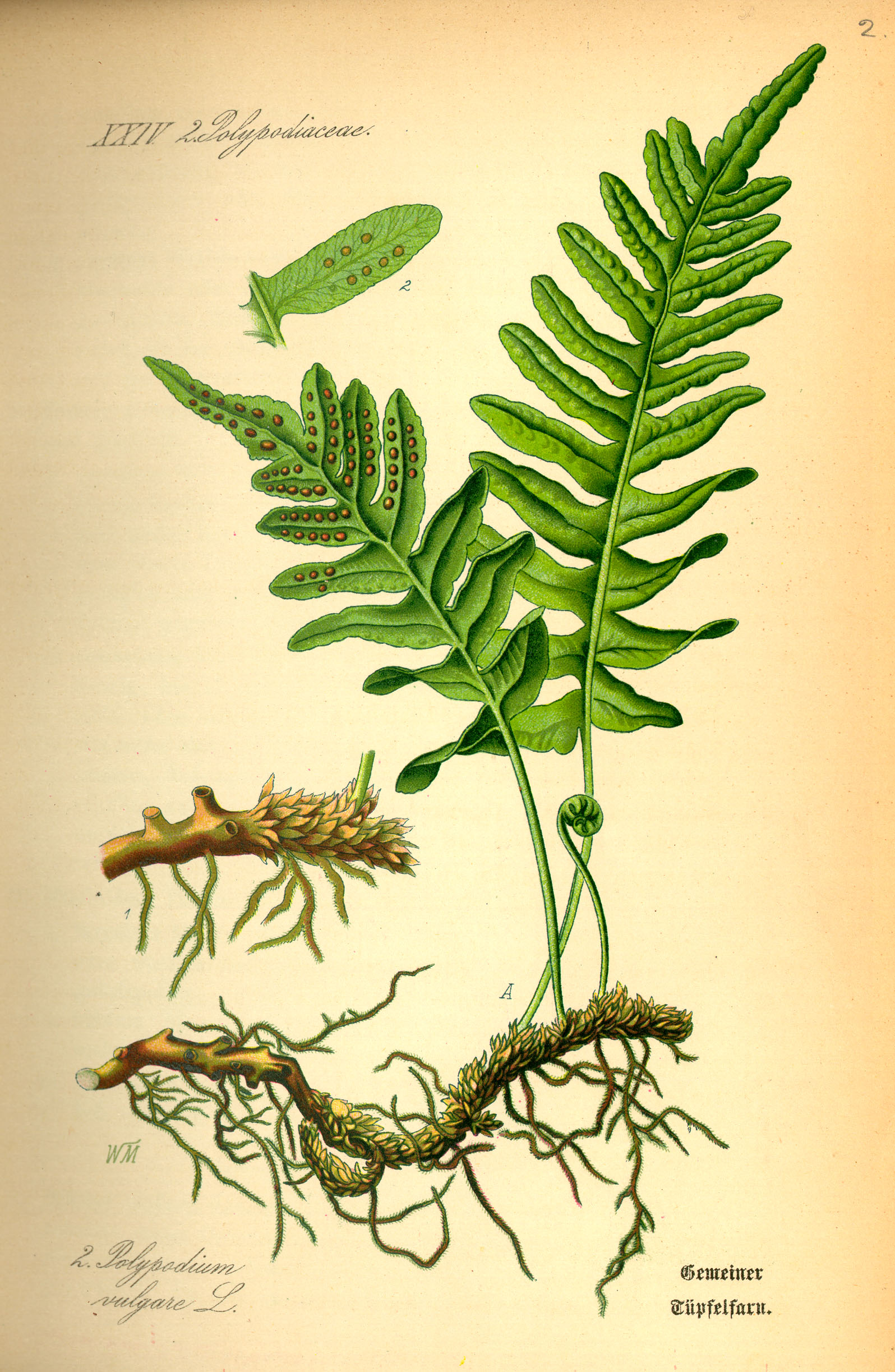
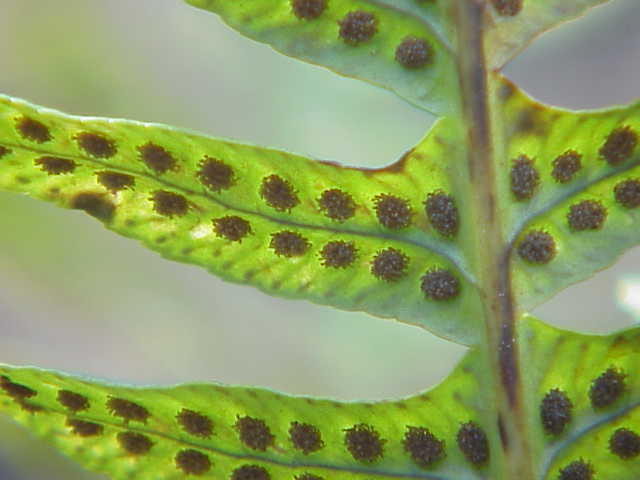